# Андреевская (Краснодарский край)
Андреевская — станица в Калининском районе Краснодарского края. Входит в состав Бойкопонурского сельского поселения.

## География
Расположена на Прикубанской низменности в 17 км южнее станицы Калининская (по дороге 22 км).

## История
Посёлок Мышастовский основан в 1872 году, с 1891 года в связи с законодательным изменением в наименовании казачьих поселений — хутор.
Населённый пункт получил название «в память чудесного избавления Их Императорских Величеств и семьи от угрожавшей опасности 17 октября 1888 года при крушении поезда на станции Борки в память св. Андрея Критского».
Преобразован в станицу в 1909 году.

## Население
| 2002 | 2010  |
| ---- | ----- |
| 1919 | ↘1747 |

Национальный состав
По данным переписи 1926 года по Северо-Кавказскому краю, в населённом пункте числилось 733 хозяйства и 3801 житель (1743 мужчины и 2058 женщин), из которых украинцы — 82,24 % или 3126 чел., русские — 16,18 % или 615 чел.